# Бромид иттербия(II)
Бромид иттербия(II) — бинарное неорганическое соединение,
соль иттербия и бромистоводородной кислоты с формулой YbBr2.
жёлтые кристаллы,
реагирует с водой.

## Получение
- Нагревание бромида иттербия(III) с избытком металлического иттербия в ампуле, заполненной гелием:

{\displaystyle {\ce {2YbBr3{+}Yb ->[950 ^oC] 3YbBr2}}}
- Реакция иттербия и бромида аммония в жидком аммиаке:

{\displaystyle {\ce {Yb{+}2NH4Br->[-78^oC]3YbBr2{+}2NH3{+}H2}}}

## Физические свойства
Бромид иттербия(II) образует жёлтые, сильно гигроскопичные кристаллы нескольких кристаллических модификаций:
- при температуре от 1,5 до 550 К структура типа SrI2, ромбическая сингония, пространственная группа P bca, параметры ячейки a = 1,3669 нм, b = 0,73085 нм, c = 0,70352 нм, Z = 8;
- при температуре от 260 до 750 К структура типа α-PbO2, ромбическая сингония, пространственная группа P bcn, параметры ячейки a = 0,66934 нм, b = 0,81392 нм, c = 0,73274 нм, Z = 4;
- при температуре от 690 до 790 К структура типа CaCl2, ромбическая сингония, пространственная группа P bcn, параметры ячейки a = 0,67630 нм, b = 0,68707 нм, c = 0,44223 нм, Z = 2;
- при температуре от 790 К структура типа рутила, тетрагональная сингония, пространственная группа P 42/mnm, параметры ячейки a = 0,68257 нм, c = 0,44379 нм, Z = 2;